# エルドリッジ (護衛駆逐艦)
|           | |
| 艦歴      | |
| 発注:     | 1942年 |
| 起工:     | 1943年2月22日 |
| 進水:     | 1943年7月25日 |
| 就役:     | 1943年8月27日 |
| 退役:     | 1946年6月17日 |
| その後:   | 1951年1月15日にギリシャに売却 |
| 除籍:     | 1992年3月26日 |
| 性能諸元  | |
| 排水量:   | 1,240トン（基準） 1,520トン（満載） |
| 全長:     | 93.27m |
| 全幅:     | 11.2m |
| 吃水:     | 3.5 m（満載時） |
| 機関:     | GM式16-278A型ディーゼル機関4基 電動機4基 6,000馬力 2軸                                                                                                |
| 最大速:   | 21ノット |
| 航続距離: | 10,000海里（12ノット） |
| 乗員:     | 士官15名 下士官兵201名 |
| 兵装:     | 7.6cm50口径単装両用砲（MK21）3門 53.3cm3連装魚雷発射管1基 4連装28mm機銃1基 20mm単装機銃6基 ヘッジホッグ1基 爆雷投下軌条2基 爆雷投射機8基（爆雷120個） |
| 航空機:   | なし |
| モットー: | |

エルドリッジ (USS Eldridge, DE-173) はアメリカ海軍のキャノン級護衛駆逐艦の1隻である。艦名はジョン・エルドリッジ・ジュニア少佐に因む。

## 艦歴
エルドリッジは、1943年2月22日にニュージャージー州ニューアークの連邦造船&乾ドック社で起工される。1943年7月25日にエルドリッジ少佐の未亡人により命名、進水。
1943年8月27日に、艦長C・R・ハミルトン中尉の指揮下就役した。1944年1月4日から1945年5月9日間での間にカサブランカやビゼルト、オランへの船団を合計9回護衛した。5月28日にニューヨークを出港して太平洋へ向かった。8月7日に沖縄に到着し、護衛や哨戒任務についた。1946年6月17日に退役。1951年3月26日に除籍。
1951年1月15日にギリシャ海軍へ引き渡され、駆逐艦レオン(Leon、D54)として就役した。1992年に除籍され、1999年にスクラップとして売却された。

## 創作作品への登場
- フィラデルフィア・エクスペリメント（1984年） - フィラデルフィア計画を題材にしたSF映画。アレン・M・サムナー級駆逐艦「ラフィー」がエルドリッジとして登場する。

- アズールレーン - 艦船擬人化されて登場。声優はささきのぞみ。